# Andrzej Szaciłło
Andrzej Ryszard Szaciłło (ur. 30 stycznia 1955 w Warszawie) – polski nauczyciel i samorządowiec, prezydent Otwocka (2002–2006).

## Życiorys
Ukończył studia na Uniwersytecie Warszawskim, kształcił się również w Wałbrzyskiej Szkole Zarządzania Przedsiębiorczości. W latach 1991–2002 sprawował funkcję dyrektora szkoły podstawowej w Otwocku, był także wiceprzewodniczącym rady powiatu otwockiego z ramienia AWS. Działał w NSZZ „Solidarność” i Mazowieckiej Wspólnocie Samorządowej, w której pełnił obowiązki prezesa w powiecie otwockim. W 2002 został wybrany na prezydenta Otwocka z ramienia Wspólnoty, w 2006 bez powodzenia ubiegał się o reelekcję. Został wówczas radnym miejskim, a w 2010 radnym powiatu. W 2007 z listy PSL kandydował bezskutecznie do Sejmu.